# Раазіку (волость)
Раазіку (ест. Raasiku vald) — волость на півночі Естонії в повіті Гар'юмаа. Адміністративний центр — селище Арукюла.

## Адміністративно-територіальний поділ
У складі волості 2 селища: (Арукюла i Раазіку) і 13 сіл: Ігавере, Калесі, Ківілоо, Куллі, Куллі, Маллавере, Пенінгі, Періла, Пікавере, Рятла, Тихелгі, Хярма, Ярсй.